# Loranca (metrostation)
Loranca is een metrostation in Fuenlabrada. Het station werd geopend op 11 april 2003 en wordt bediend door lijn 12 van de metro van Madrid.